# Särsjön
Särsjön är en sjö i Älvdalens kommun i Dalarna och ingår i Dalälvens huvudavrinningsområde. Sjön har en area på 0,724 kvadratkilometer och ligger 776,2 meter över havet. Sjön avvattnas av vattendraget Storån. Vid provfiske har bland annat abborre, elritsa, lake och röding fångats i sjön.

## Delavrinningsområde
Särsjön ingår i det delavrinningsområde (690011-132262) som SMHI kallar för Utloppet av Särsjön. Medelhöjden är 844 meter över havet och ytan är 6,27 kvadratkilometer. Räknas de 11 avrinningsområdena uppströms in blir den ackumulerade arean 82,52 kvadratkilometer. Storån som avvattnar avrinningsområdet har biflödesordning 2, vilket innebär att vattnet flödar genom totalt 2 vattendrag innan det når havet efter 518 kilometer. Avrinningsområdet består mestadels av skog (36 procent) och kalfjäll (53 procent). Avrinningsområdet har 0,73 kvadratkilometer vattenytor vilket ger det en sjöprocent på 11,6 procent.

## Fisk
Vid provfiske har följande fisk fångats i sjön:
- Abborre
- Elritsa
- Lake
- Röding
- Öring